# Gordionus strigatus
Gordionus strigatus är en tagelmaskart som beskrevs av Müller 1927. Gordionus strigatus ingår i släktet Gordionus och familjen Chordodidae. Inga underarter finns listade i Catalogue of Life.